# Sjeng
Sjeng è un motore scacchistico sviluppato dal programmatore belga Gian-Carlo Pascutto. Oltre agli scacchi ortodossi, supporta diverse varianti scacchistiche, come gli scacchi960, crazyhouse, vinciperdi e quadriglia.

## Sviluppo
Sjeng era originariamente basato su Faile, motore sviluppato da Adrien Regimbald. Sjeng 7 è stato distribuito sotto licenza GPL su Sourceforge il 15 aprile 2000. L'ultima versione open source è stata Sjeng 11.2, distribuita il 2 gennaio 2002. A partire dalla versione 12, Sjeng è tornato ad una distribuzione closed source ma gratuita. La versione 12 ha introdotto diversi cambiamenti significativi, come il passaggio ad un'architettura bitboard. In concomitanza con la versione 12.7, è stata distribuita anche la versione 11.2. Diverse release intermedie hanno portato alla distribuzione della versione 12.13 il 3 maggio 2002. Una delle prime versioni open source di Sjeng è stata utilizzata come motore dell'applicazione Chess di macOS fino alla versione Mac OS X Tiger.
La versione successiva del motore è stata Deep Sjeng 1.0, distribuita commercialmente il 3 marzo 2003. Deep Sjeng ha introdotto il supporto multiprocessore e ha una forza stimata circa 200 punti Elo al di sopra della versione precedente.

## Risultati
Sjeng ha partecipato a sei edizioni del WCCC. Nell'edizione del 2009 ha concluso l'evento dietro a Rybka, in seconda posizione ex aequo con Junior e Shredder. Dopo la squalifica di Rybka, avvenuta nel 2011, il titolo è stato riassegnato ai secondi classificati. Sjeng ha vinto il World Computer Speed Chess Championship nel 2008 e le edizioni 12 e 13 del Internet Computer Chess Tournament nel 2010 e nel 2011.